# Lontano da qui (film)
Lontano da qui (The Kindergarten Teacher) è un film del 2018 scritto e diretto da Sara Colangelo.
Remake in lingua inglese del film franco-israeliano Haganenet (2014), è interpretato da Maggie Gyllenhaal, Parker Sevak, Anna Baryšnikov, Rosa Salazar, Michael Chernus e Gael García Bernal.

## Trama
Lisa è una maestra di scuola materna insoddisfatta dalla propria vita familiare e lavorativa, anonima e monotona: poetessa dilettante, frequenta senza troppo successo un corso sull'argomento, finché un giorno, a scuola, non sente un suo studente, Jimmy di 5 anni, recitare tra sé e sé una bellissima poesia in attesa che i suoi lo vengano a prendere. Quando scopre dalla babysitter del bambino, i cui genitori sono separati e troppo impegnati per accudirlo, che Jimmy è un vero prodigio, abituato a improvvisare quotidianamente poesie del genere, Lisa fa del coltivare e proteggere il talento del piccolo la sua ragione di vita, vedendo inconsciamente in lui il mezzo con cui riuscire dove lei aveva fallito per mancanza di talento. Tuttavia, la sua attenzione nei confronti di Jimmy diventa sempre più ossessiva e morbosa, culminando nella decisione di rapirlo e portarlo con sé in Canada quando suo padre lo iscrive ad un'altra scuola, spaventato dal comportamento di Lisa.

## Produzione
Gyllenhaal e Colangelo hanno collaborato coi poeti Kaveh Akbar, Dominique Townsend e Ocean Vuong per creare le poesie di Jimmy.

## Distribuzione
Il film è stato presentato in anteprima al Sundance Film Festival 2018 il 19 gennaio: Netflix ne ha acquisito i diritti negli Stati Uniti e in Canada, dov'è stato distribuito in streaming il 12 ottobre 2018, mentre in Italia è arrivato in sala a cura di Officine UBU a partire dal 13 dicembre dello stesso anno.

## Riconoscimenti
- 2018 - Sundance Film Festival[4]
  - Miglior regia: U.S. Dramatic a Sara Colagelo
  - In concorso per il Gran premio della giuria: U.S. Dramatic